# 673년

## 연호
- 당(唐) 함형(咸亨) 4년

## 기년
- 당(唐) 고종(高宗) 24년
- 신라(新羅) 문무왕(文武王) 13년

## 사망
- 8월 18일 - 신라의 명장 김유신. (음력 7월 1일) 향년 79세에 사망